# Korocha
Korocha (ruso: Коро́ча) es una ciudad de Rusia, capital del raión homónimo en la óblast de Bélgorod.
En 2021, el territorio de la ciudad tenía una población de 6309 habitantes, de los cuales 5623 vivían en la propia ciudad y el resto en dos pedanías: los pueblos (siola) de Pushkárnoye y Belogorye.
La ciudad es el centro de una conurbación que incluye los vecinos asentamientos rurales de Pogorélovka y Bejteyevka, con los que forma una aglomeración urbana de unos trece mil habitantes. Esta conurbación se ubica al norte de la carretera 14K-1, a medio camino entre Bélgorod y Novi Oskol. Por el oeste de la aglomeración sale hacia el norte la 14K-2, que lleva a Gubkin. Al noreste sale una carretera a Chernianka.

## Historia
Fue fundada en 1638 como una fortificación, dentro de una línea defensiva creada por el Zarato ruso para defender su frontera meridional de los ataques de los tártaros de Crimea. Adoptó el estatus de ciudad en 1708, cuando se estableció aquí la sede de uno de los primeros uyezd que tuvo la primera gobernación de Kiev. A finales del siglo XIX, la población urbana ya superaba los diez mil habitantes, pero perdió la mitad de su población como consecuencia de la Primera Guerra Mundial y guerra civil rusa, donde fue zona de combates. Aunque la Unión Soviética promovió la reconstrucción de la ciudad en los años posteriores, llegando a superar los quince mil habitantes en el censo de 1931, perdió dos tercios de su población en el Holodomor y desde entonces pasó a ser una ciudad de relevancia secundaria.